# Zespół Szkół Budowlanych im. dra Władysława Matlakowskiego w Zakopanem
Jeden z użytkowników Wikipedii oznaczył tę stronę jako kwalifikującą się do natychmiastowego skasowania.
W najbliższym czasie administratorzy Wikipedii zweryfikują to zgłoszenie.
Jeśli nie zgadzasz się z oceną wikipedysty, wypowiedz się na stronie dyskusji. Autorów prosimy o zapoznanie się z informacjami o najczęstszych powodach usuwania artykułów.
Uzasadnienie: eksperyment edycyjny, patrz: pierwsze kroki
Administratorze! Pamiętaj, żeby przed skasowaniem artykułu sprawdzić linkujące, dyskusję i historię zmian (ostatnia zmiana wykonana przez ~2025-42220-6).
Zespół Szkół Budowlanych im. dra Władysława Matlakowskiego w Zakopanem - założone w 1876 r. przez Towarzystwo Tatrzańskie  w Zakopanem jako - szkołę snycerską

## Historia